# Surtido Ibérico
Surtido Ibérico es un álbum recopilatorio de varios artistas perteneciente a la colección de CD Los Discos De La Luna, editado en 1999, está compuesto por 12 canciones, perteneciente a la compañía discográfica PolyMedia, y el álbum trata de Grandes Temas Del Pop-Rock Español, en la portada del álbum se refleja la imagen de un CD rodeado entre embutidos.

## Prólogo
En el libreto interior del álbum se visualiza el texto del prólogo :
Una Tabla Con Las Más Sabrosas Raciones De Pop Y Rock Español
Las canciones de siempre, esas que irremediablemente asociamos a momentos concretos de nuestra vida, no se pueden paladear con toda su intensidad hasta que no han pasado por el largo proceso de la curación. Es así cuando nos damos cuenta de sus bondades, de esas vetas, antes ocultas, que les han permitido soportar el paso del tiempo sin menguar su sabor, antes al contrario, acentuándolo.
En su momento, en plena efervescencia musical de los ochenta, las que más tarde serían canciones señoras del pop y el rock nacional se confundían diversos productos coyunturales y sin chicha. Hoy podemos distinguir entre las que han conservado el gusto y las que no. Esta selección de temas ibéricos ofrece de todo, y todo bueno, comenzando por el rockabilly layetano de Los Rebeldes Bajo La Luz De La Luna. La aureola mítica de Nacha Pop sale a relucir en Grité una noche, y resulta imposible pasar por alto la chulería con clase de Burning, rezumando sexo en ¿Qué hace una chica como tú en un sitio como este?, banda sonora de una manera de entender la vida. La falsa inocencia del pop intelectual de Paraíso aflora en Para ti, mientras que Antonio Vega ofrece una de las piezas de su laberinto sentimental en El Sitio De Mi Recreo, Pongamos Que Hablo De Madrid es una canción de amor a un lugar y un momento, en boca de Joaquín Sabina; también la cantó Antonio Flores, que aquí interpreta una composición propia, No Dudaría.
El alma roquera sube de tono en El Ascensor de Luz Casal, La Frontera lleva su pop-rock al galope hasta El Límite y Los Ilegales anuncian una nueva era al ritmo visceral de Tiempos Nuevos, Tiempos Salvajes. Acabamos el recuerdo con No Estamos Lokos, el rompedor himno de los jóvenes flamencos abanderados por Ketama
Buen provecho.
Especialidad De La Casa
Dentro de esta suculenta selección de entrantes, recomendamos especialmente una vianda mestiza y picante, capaz de complementar los gustos de dos universos musicales, rock y flamenco. Pata Palo es una buena muestra de la fina guasa de Kiko Veneno, uno de los artistas que mejor han combinado la materia prima nacional con los aliños extranjerizantes.

## Canciones
| N.º | Título                                               | Intérprete                 | Duración |  |
| 1.  | «Bajo la Luz de la Luna»                             | Los Rebeldes               |          |  |
| 2.  | «Pata Palo»                                          | Kiko Veneno                |          |  |
| 3.  | «Grité una noche»                                    | Nacha Pop                  |          |  |
| 4.  | «¿Qué hace una chica como tú en un sitio como este?» | Burning                    |          |  |
| 5.  | «Para ti»                                            | Fernando Márquez (Paraíso) |          |  |
| 6.  | «El sitio de mi recreo»                              | Antonio Vega               |          |  |
| 7.  | «Pongamos que hablo de Madrid»                       | Joaquín Sabina             |          |  |
| 8.  | «No dudaría»                                         | Antonio Flores             |          |  |
| 9.  | «El ascensor»                                        | Luz Casal                  |          |  |
| 10. | «El límite»                                          | La Frontera                |          |  |
| 11. | «Tiempos nuevos, tiempos salvajes»                   | Ilegales                   |          |  |
| 12. | «No estamos lokos»                                   | Ketama                     |          |  |